# Ісая Пападопулос
Ісая Пападопулос (грец. Ησαΐας Παπαδόπουλος; 24 лютого 1855, Піргос — 19 січня 1932, Рим) — грецький католицький єпископ візантійського обряду.

## Життєпис
Народився 24 лютого 1855 року в Піргосі. У 1882 році висвячений на православного священника, але вже наступного року разом з невеликою грецькою парафією у Фракії приєднався до Католицької Церкви. У 1907 році побудував у Фракії нову церкву і був призначений генеральним вікарієм для греків-католиків візантійського обряду в Османській імперії.
28 червня 1911 року призначений титулярним єпископом Ґраціанополіса (лат. Gratianopolis) та очолив ординаріат для греків-католиків візантійського обряду в Константинополі, який пізніше перетворено на апостольський екзархат. Хіротонізований в єпископи болгарським архієпископом Михаїлом Міровим 21 січня 1912 року. У 1917 році брав участь у мирних переговорах з метою припинення Першої світової війни.
У 1928 році призначений папою Пієм XI на посаду асесора Конгрегації Східних Церков. 
Помер у Римі 19 січня 1932 року.